# Où sont-elles passées ?
Chansons représentant Monaco au Concours Eurovision de la chanson
L'amour s'en va
(1963) Va dire à l'amour
(1965)
Où sont-elles passées ? est une chanson écrite par Pierre Barouh, composée par Francis Lai et interprétée par le chanteur français Romuald, sortie en 45 tours en 1964.
C'est la chanson représentant Monaco au Concours Eurovision de la chanson 1964 qui se déroulait à Copenhague, au Danemark.

## À l'Eurovision
Elle est intégralement interprétée en français, langue nationale, comme le veut la coutume avant 1966. L'orchestre est dirigé par Michel Colombier.
Il s'agit de la dixième chanson interprétée lors de la soirée, après Nora Nova qui représentait l'Allemagne avec Man gewöhnt sich so schnell an das Schöne et avant António Calvário qui représentait le Portugal avec Oração. À l'issue du vote, elle a obtenu 15 points, se classant 3e sur 16 chansons,.
Romuald est retourné au concours en 1969, représentant alors le Luxembourg avec Catherine et une troisième fois, en 1974, à nouveau pour Monaco avec Celui qui reste et celui qui s'en va.

## Classements

### Classements hebdomadaires
| Classement (1964)               | Meilleure position |
| ------------------------------- | ------------------ |
| Belgique (Wallonie Ultratip 50) | Tip                |
| France (IFOP)                   | 49                 |